# Anberlin
Gli Anberlin sono stati un gruppo alternative rock formatosi nel 2001 a Winter Haven, Florida e scioltosi nel 2014. La band ha pubblicato 7 album studio, un EP ed una compilation, vendendo oltre 400 000 copie.

## Storia del gruppo
Sin dagli inizi del 2007, la band è formata dal cantante Stephen Christian, dai chitarristi Joseph Milligan e Christian McAlhaney, dal bassista Deon Rextroat e dal batterista Nathan Young.
I membri degli Anberlin originariamente formarono una band sotto il nome di SaGoh 24/7 alla fine del 1990, pubblicando due album prima di sciogliersi, con il cambiamento dei membri nella direzione musicale e nel nome.
Gli Anberlin sono nati nel 2002; entro un anno dalla formazione, hanno firmato con l'etichetta discografica semi indipendente Tooth & Nail Records e hanno realizzato il loro album di debutto, Blueprints for the Black Market. Nel 2005, la band ha realizzato il secondo album, Never Take Friendship Personal, vendendo oltre 150 000 copie. Il gruppo ha continuato la sua ascesa alla ribalta godendo di un fedele Myspace che ha seguito una media di oltre 200 spettacoli dal vivo l'anno. Il terzo album della band, Cities, è stato pubblicato nel 2007, ed è stato il loro primo album a raggiungere la top 20 della Billboard 200.
Dopo tre album e cinque anni con la Tooth & Nail Records, gli Anberlin hanno annunciato la firma con la major Universal/Republic nell'agosto del 2007. Il primo album del gruppo con l'etichetta è stato pubblicato nel 2008, intitolato New Surrender. L'album ha raggiunto l'apice al numero 13 della Billboard 200, con il primo singolo, Feel Good Drag, che è salito alla prima posizione nella classifica Alternative Songs, dopo 29 settimane in classifica. Precedentemente alla realizzazione del loro quinto album Dark is the Way, Light Is a Place, gli Anberlin hanno venduto oltre 700 000 album.
Nel giugno del 2010 la band ha annunciato che il nuovo album Dark is the way, Light is a Place uscirà il 21 settembre 2010.
Il titolo del quinto album è tratto dal verso della poesia "Poem on His Birthday" di Dylan Thomas. 
L'album nella prima settimana di uscita ha raggiunto la 9 posizione della Billboard 200, la 1 nella Billboard's Christian Albums chart, la n°2 nella Digital Albums, la n°4 sia per la Rock Albums, sia per la Alternative Albums.
Il 16 ottobre 2012 gli Anberlin pubblicano Vital che verrà ripubblicato un anno dopo (il 15 ottobre 2013) con l'aggiunta di alcune tracce inedite, un cd di remix, un cd con brani registrati dal vivo e un nuovo titolo: Devotion.
Nel gennaio 2014 attraverso un video su YouTube la band dichiara che entro l'anno avrebbero chiuso il progetto Anberlin con un album di addio realizzato per la loro prima etichetta, l'indipendente Tooth & Nail Records. Il 22 luglio 2014 esce Lowborn anticipato dal singolo Stranger Ways.

## Progetti paralleli
Stephen Christian ha formato un progetto parallelo acustico chiamato Anchor & Braille, che ha pubblicato il suo primo album Felt nel 2009 (precedentemente nel 2007 era uscito un 7").
Nathan Young e Tim McTague (Underoath) sono attivi dal 2011 insieme come Carrollhood.

## Formazione

### Formazione attuale
- Stephen Christian - voce
- Joseph Milligan - chitarra e voce d'accompagnamento
- Deon Rexroat - basso
- Nathan Young - batteria
- Christian McAlhaney - chitarra e voce d'accompagnamento (dal 2007)

### Ex componenti
- Nathan Strayer – chitarra e voce d'accompagnamento (2004 - 2007)
- Joey Bruce – chitarra (2002 - 2003)

## Discografia

### Album studio
- 2003 - Blueprints for the Black Market
- 2005 - Never Take Friendship Personal
- 2007 - Cities
- 2008 - New Surrender Deon Rexroat con gli Anberlin all'House of Blues di Cleveland nel 2007

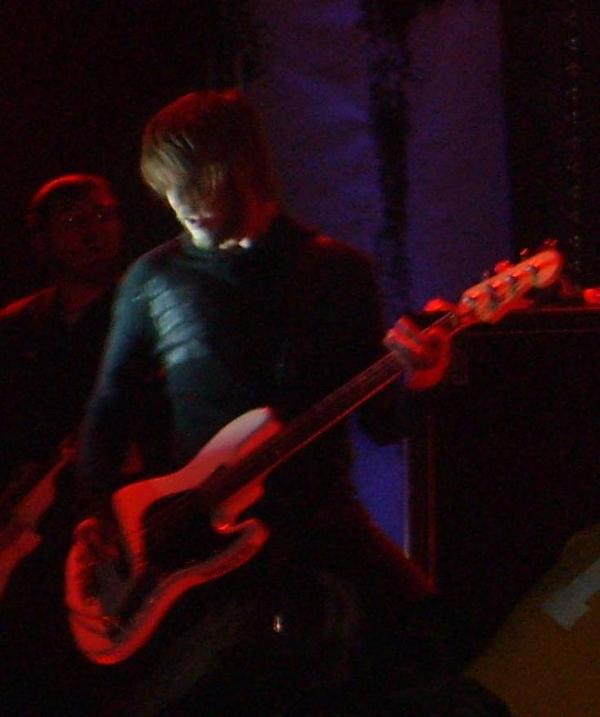
Deon Rexroat con gli Anberlin all'House of Blues di Cleveland nel 2007

- 2010 - Dark Is the Way, Light Is a Place
- 2012 - Vital
- 2014 - Lowborn

### EP
- 2006 - Godspeed EP

### Compilation
- 2007 - Lost Songs
- 2013 - Devotion

### Apparizioni in compilation
- 2006 - 97X Green Room 2
- 2006 - Punk Goes 90's

### Singoli
- 2003 - Readyfuels
- 2005 - A Day Late
- 2006 - Paperthin Hymn
- 2006 - Godspeed
- 2007 - The Unwinding Cable Car
- 2008 - Feel Good Drag
- 2009 - Breaking
- 2009 - True Faith
- 2010 - Impossible
- 2011 - Closer
- 2012 - Someone Anyone
- 2012 - Self-Starter
- 2013 - City Electric
- 2013 - Unstable
- 2014 - Stranger Ways
- 2014 - Harbinger